# Benoît Puga
Pour les articles homonymes, voir Puga.
Benoît Puga, né le 30 janvier 1953 à Saint-Mandé (Seine), est un militaire de carrière français.
Général d'armée, il est grand chancelier de la Légion d'honneur du 1er septembre 2016 au 31 janvier 2023, après avoir été chef de l'état-major particulier du président de la République de 2010 à 2016.

## Biographie

### Famille
Benoît Puga est l'un des fils du lieutenant-colonel Hubert Puga, également saint-cyrien, puis officier de cavalerie, qui finit sa carrière comme chef de corps du 27e régiment de dragons, qu'il avait engagé dans le putsch d'Alger en 1961, ce qui lui a valu une condamnation à cinq ans de prison avec sursis, ainsi qu’une exclusion de l’armée.
Benoît Puga est membre d'une fratrie de sept enfants. L'un de ses frères, l'abbé Denis Puga, est membre de la Fraternité sacerdotale Saint-Pie-X et vicaire de la paroisse Saint-Nicolas-du-Chardonnet, à Paris, dont Benoît Puga est lui-même l'un des fidèles,.
Benoît Puga et son épouse, Isabelle Puga, ont ensemble onze enfants (dont un seul militaire, Thomas, pilote de l’aéronavale, capitaine de vaisseau, commandant du porte-avion Charles de Gaulle en 2025). En janvier 2022, ils ont 43 petits-enfants. 

### Formation
Après deux années de classe préparatoire (« corniche ») au Prytanée national militaire, il intègre l'École spéciale militaire de Saint-Cyr comme élève-officier en 1973, au sein de la promotion Maréchal-de-Turenne (1973-1975).
À l'issue de sa scolarité, il choisit l'infanterie et rejoint l'École de l'infanterie à Montpellier.

### Carrière militaire
Après deux années en qualité de chef de section de chars AMX-13-SS 11, avec le grade de lieutenant, au sein du 1er groupe de chasseurs de Reims, et un séjour au sein d'une unité d'hélicoptères de reconnaissance, il rejoint le 2e régiment étranger de parachutistes à Calvi en avril 1978. Avec ce régiment, il effectue de nombreuses opérations extérieures. Il participe notamment au sauvetage de Kolwezi « Opération Bonite », en mai 1978, et intervient au Gabon en 1979, à Djibouti en 1980 et 1981, au Liban en 1982, en République centrafricaine en 1983, et enfin au Tchad (opération Manta) en 1984.
Entre août 1984 et juin 1989, il est successivement officier de quart au centre opérationnel de l'armée de terre, chargé de mission au sein du groupe d'études stratégiques du SGDN, auditeur de l'École supérieure de guerre, puis du cours supérieur interarmées.
En septembre 1989, il prend le commandement d'un bataillon de l'École spéciale militaire de Saint-Cyr, promotion Capitaine-Hamacek (89-92), puis retourne en 1992 à l'état-major de l'Armée de terre, où il travaille à la réorganisation du commandement opérationnel et à la rédaction du livre blanc sur la défense.
En 1994, il est détaché en ex-Yougoslavie comme assistant militaire du général Bertrand de La Presle, puis comme conseiller militaire de Carl Bildt.
En août 1996, il est désigné pour commander le 2e régiment étranger de parachutistes, avec lequel il participe notamment aux opérations Almandin en République centrafricaine et Pélican au Congo.
À partir de 1998, il est successivement professeur au Collège interarmées de défense, à nouveau conseiller militaire de Carl Bildt, auditeur de l'IHEDN et du CHEM, adjoint de l'amiral chef du Centre opérationnel interarmées (COIA), et chef du Centre de planification et de conduite des opérations (CPCO).
En 2004, il est nommé général commandant les opérations spéciales (GCOS).
En 2007, il est nommé sous-chef opérations au sein de l'état-major des armées.
Au conseil des ministres du 2 juillet 2008, il est nommé directeur du Renseignement militaire et prend ses fonctions le 1er septembre 2008.
Le 5 mars 2010, il est nommé chef de l'état-major particulier du président de la République, Nicolas Sarkozy, en remplacement de l'amiral Édouard Guillaud, nommé chef d'état-major des armées. Il est maintenu à ce poste à deux reprises par François Hollande,. Ses fonctions prennent fin le 6 juillet 2016. L'amiral Bernard Rogel, chef d'état-major de la Marine, lui succède. Il est l'officier général ayant battu le record de longévité (six ans) au sein de l'état-major particulier du président de la Républiquev.
Par décret du 23 août 2016, il est nommé grand chancelier de la Légion d'honneur, succédant au général Jean-Louis Georgelin le 1er septembre suivant. Le général François Lecointre lui succède le 1er février 2023,.
En juin 2017, il participe à la réunion du groupe Bilderberg.

### Enquête du parquet national financier
Le général Benoît Puga est visé en 2024 par une enquête du Parquet national financier pour « corruption », « trafic d’influence » et « prise illégale d’intérêts » : il est soupçonné de s’être compromis avec le sénateur Jean-Pierre Bansard, décrit comme « richissime »,,,. Ce dernier a bénéficié de nombreuses décorations pour ses proches quand Benoît Puga dirigeait la Légion d’honneur. Le président de la République, qui est également le grand maître de la Légion d’honneur, a mis fin aux fonctions du général Puga, sans cependant saisir la justice.

### Vie privée
Le général est un habitué de l’église traditionaliste Saint-Nicolas-du-Chardonnet, occupée par la Fraternité sacerdotale Saint-Pie X. Son frère, l’abbé Denis Puga, est proche de l'ancien institut catholique d’extrême droite Civitas.

## Décorations

### Décorations françaises
- Grand-croix de la Légion d'honneur[22],[23]
- Grand-croix de l'ordre national du Mérite
- Croix de la Valeur militaire avec 8 citations
- Commandeur de l'ordre des Palmes académiques
- Commandeur de l'ordre du Mérite agricole
- Commandeur de l'ordre des Arts et des Lettres[24]
- Croix du combattant
- Médaille d'Outre-Mer avec 5 agrafes
- Médaille de la Défense nationale, échelon bronze avec 3 agrafes
- Médaille de reconnaissance de la Nation avec 1 agrafe
- Médaille commémorative française

### Décorations étrangères
- Commandeur de l'ordre du Mérite de la République fédérale d'Allemagne
- Grand officier de l'ordre national de la Croix du Sud (Brésil)
- Commandeur de l'ordre du mérite patriotique (Burundi)
- Commandeur de l'ordre de la reconnaissance centrafricaine
- Commandeur de l'ordre national du Côte d'Ivoire
- Grand-officier de l'ordre du Nil (Égypte)
- Commandeur de la Legion of Merit (États-Unis)
- Médaille du United States Special Operations Command (États-Unis)
- Grand officier de l'ordre de l'Étoile d'Italie[25]
- Commandeur de l'ordre national du Mali
- Grand-officier de l'ordre du Ouissam alaouite (Maroc)
- Grand-officier de l'ordre du Mérite militaire (Maroc)
- Commandeur de l'ordre national du Mérite de Mauritanie
- Grand-croix de l'ordre de l'Aigle aztèque (Mexique)
- Commandeur de l'ordre du prince Danilo Ier (Monténégro)
- Commandeur de l'ordre national du Niger
- Médaille pour l'ex-Yougoslavie (OTAN)
- Médaille pour le Kosovo (OTAN)
- Grand-croix de l'ordre du Mérite de la république de Pologne
- Commandeur honoraire de l'ordre de l'Empire britannique, à titre militaire (Royaume-Uni)[26].
- Grand officier de l'ordre national du Lion (Sénégal)[27]
- Commandeur de l'ordre de la République (Tunisie)
- Croix de l'ordre de la Bravoure (Zaïre)
- Médaille de la MISAB (Mission interafricaine de surveillance des accords de Bangui)
- Grand-croix avec épées pro Merito Melitensi (ordre souverain de Malte)
- Grand-croix du mérite de l'ordre équestre du Saint-Sépulcre de Jérusalem (Saint Siège)